# Château de Cricqueville-en-Auge
Le château de Cricqueville-en-Auge est une demeure qui se dresse sur la commune française de Cricqueville-en-Auge dans le département du Calvados, en région Normandie.
Le château est partiellement protégé aux monuments historiques.

## Localisation
Le château est situé à 150 m au nord-ouest de l'église sur la commune de Cricqueville-en-Auge, dans le département français du Calvados.

## Historique
Le château actuel date du XVIe siècle. Il a été construit à l'emplacement d'un ancien château fort dont les douves ont presque entièrement disparu.
Aux XIIIe et XIVe siècles le fief appartenait à la famille de Silly. À la fin du XVe siècle c'est la famille de Launay, patronyme aussi orthographié Launoi, Lannoy ou Launoy, qui en prend possession. En 1497 le registre de la chambre des comptes présente un Guillaume de Lannoy comme étant écuyer, seigneur de Criqueville.
En 1540 la Recherche des élus de Lisieux prouve que le seigneur de Cricqueville, un autre Guillaume de Launay, neveu du précédent, époux de Jeanne de Betteville avait un ancêtre anobli en 1467. Jeanne de Betteville était la fille de Jacques de Betteville, seigneur de la Cour-du-Bosq, et de Marguerite le Veneur,.
Au XVIe siècle Robert de Launay, fils de Guillaume et de Jeanne, épouse la riche héritière Marguerite Richard. Il est nommé gentilhomme de la chambre d'Henri III et chevalier de l'ordre Saint-Michel grâce aux services rendus sous les ordres du lieutenant du roi Tanneguy le Veneur. C'est lui qui construit le château dont les hautes tours témoignent de son prestige et de sa richesse. Le château et le fief restent en possession de sa famille au moins jusqu'en 1668.
C'est Adrien Bence, époux de Jeanne de Châtillon, conseiller et secrétaire du roi, seigneur du Breuil-en-Auge qui devient aussi seigneur de Cricqueville avant 1675. Mort en 1696, il laisse ses biens à sa fille Jeanne Philippe, épouse de Claude de la Fond dont les descendants gardent le patronage de l'église de Cricqueville jusqu'au XVIIIe siècle .
En 1773, Philippe-Guillaume Jacquier de Vieils-Maisons, devient l'unique propriétaire du domaine. Il en avait hérité en indivision avec ses cousins. C'est à celui-ci qu'on doit la transformation de la façade sud donnant sur la cour d'honneur.
En 1819, le château et ses dépendances sont acquis par Jean-François Goupil puis, en 1847, par M. Chevallier,. Jean-Baptiste Chevallier, avocat à la cour d'appel de Paris, maire de Cricqueville est aussi conseiller général de 1877 à 1883. En 1889, il est démis de son mandat de maire par le gouvernement pour avoir rendu visite au Comte de Paris exilé en Angleterre. Il est aussitôt réélu à l'unanimité par le conseil municipal. Le château reste propriété des Chevallier jusqu'au début des années 1930. La famille Lecoeur en fait ensuite l'acquisition.

## Description
Un portail de plein cintre ferme l'accès à la propriété close par des murs de pierre et une ligne ininterrompue de communs. Un petit étang s'étale au sud du logis, dans ce qui était la  basse cour du manoir d'origine.

### Le logis
D'après les études dendrochronologiques de la charpente, une partie du château date de la fin du XVe siècle. Mais comme la plupart des constructions très anciennes, le bâtiment principal a subi des transformations ; des extensions au XVIe siècle, et des rénovations au XVIIIe siècle.
La singularité du logis se situe dans le contraste entre le côté nord et le côté sud du bâtiment. La façade nord est colorée d'un damier alternant le rouge de la brique avec le  blanc crème de la pierre de taille. Ses trois pavillons carrés aux très hautes toitures surplombent la façade sud recouverte d'un enduit uniforme et encadrée par deux tours octogonales plus modestes.
La face nord présente un appareil en brique et pierre de taille très usité en Normandie du XVe au XVIIe siècle et particulièrement répandu en Pays d'Auge. la façade ornée d'un damier polychrome est restée dans son état d'origine du XVIe siècle. Le pavillon central, plus haut que les deux autres, contient l'escalier. Les toits à pans coupés de ces trois pavillons, comparables à ceux des châteaux de Fontaine-Henri ou de Lion-sur-Mer sont d'une hauteur remarquable mais non exceptionnelle car de nombreux châteaux, hôtels ou clochers en ont été pourvus en Normandie à la Renaissance. Les damiers dessinés par l'assemblage de briques et pierres des murs de cette façade rappellent ceux de la poterne du château du Bais à Cambremer ou ceux du manoir de Querville. Entre la tour est et la tour centrale  une petite galerie, ou portique dont les trois baies en plein-cintre sont ouvertes directement sur le jardin, rehausse le prestige de l'édifice,. Un bandeau de pierre délimite les étages. Des lucarnes à ailerons éclairent les hauts combles des tours dont les toitures en ardoise sont soulignées par des corniches portées par de grosses consoles. Les fenêtres  alignées horizontalement et verticalement sont hautes et étroites conférant une austérité démentie par la vivacité des couleurs de la brique et des tuiles du corps de logis.
La façade sud se transforme au XVIIIe siècle. La famille Bence entreprend des modifications qui donnent au château un aspect plus contemporain de cette époque. Un crépi recouvre la façade sud dont le rez-de-chaussée était originellement semblable à celle de la façade nord. L'étage était à pans de bois en léger encorbellement. Des fenêtres à deux vantaux  ont été ouvertes dans les deux niveaux. Les quatre lucarnes de pierre percées dans le toit en ardoise encadrent un fronton triangulaire à l'aplomb de la porte d'entrée. Les tours octogonales postées de chaque côté sont de même hauteur que le corps de logis et sont pareillement couvertes d'ardoises.

### L'intérieur
Les éléments les plus remarquables sont les quatre cheminées monumentales à manteau plat et corniche saillante dont les pourtours sont abondamment décorés de motifs floraux, de godrons, de torsades et de palmettes. Les piédroits de deux de ces cheminées sont ornés de cariatides d'inspiration exotique avec leurs coiffures garnies de plumes et de perles qui connurent une grande vogue au XVIe siècle grâce aux voyages des navigateurs normands vers l'Amérique du Sud. La cheminée du rez-de-chaussée porte la date 1584 ainsi que les armes de Robert de Launay et de son épouse Marguerite Richard.

### Les communs
Les communs ont été restaurés à diverses époques, mais le pressoir et son grenier à pommes accessible par un escalier extérieur a gardé une structure à pans de bois. La bergerie, l'écurie, les étables ne sont plus utilisées pour abriter des animaux. Le colombier octogonal mentionné dans un procès-verbal du 20 février 1793 a disparu.

## Protection
Au titre des monuments historiques :
- le château, à l'exclusion des parties classées, est inscrit par arrêté du 9 février 1927 ;
- les façades, à l'exclusion de la façade postérieure, et les toitures correspondantes sont classées par arrêté du 9 septembre 1965 ;
- les façades et les toitures des communs sont inscrites par arrêté du 16 décembre 1996 ;
- les quatre cheminées du XVIe siècle (l'une au rez-de-chaussée adossée au mur pignon est et les trois autres à l'étage) sont classées par arrêté du 17 juillet 1997.